# Rolland V. Heiser

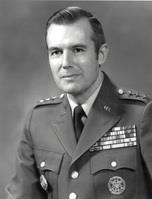
Rolland V. Heiser

Rolland Valentine Heiser  (* 25. April 1925 in Columbus, Franklin County, Ohio; † 16. Juni 2016) war ein Generalleutnant der United States Army. Er war unter anderem Kommandeur der 1. Panzerdivision.
Rolland Heiser wurde zwar in Columbus in Ohio geboren wuchs aber im Großraum Chicago in Illinois auf. Nach der regulären Schulausbildung besuchte er die Western Military Academy in Alton. Während des Zweiten Weltkriegs diente er in den Jahren 1943 und 1944 als einfacher Soldat im Heer der Vereinigten Staaten. Anschließend durchlief er bis 1947 die United States Military Academy in West Point. Nach seiner Graduation wurde er als Leutnant in das Offizierskorps des Heeres aufgenommen. In der Armee durchlief er anschließend alle Offiziersränge vom Leutnant bis zum Drei-Sterne-General.
Im Lauf seiner militärischen Karriere absolvierte Rolland Heiser verschiedene Kurse und Schulungen. Dazu gehörten unter anderem das Command and General Staff College (1958) und das Naval War College (1965). Außerdem erhielt er im Jahr 1965 einen akademischen Grad von der George Washington University, an der er Internationale Beziehungen (International Affairs) studiert hatte.
Rolland Heiser absolvierte zunächst den für Offiziere in den niederen Rangstufen üblichen Dienst in verschiedenen Einheiten und Standorten. Dazu gehörten auch Aufgaben als Stabsoffizier in verschiedenen Hauptquartieren. Im weiteren Verlauf seiner Karriere kommandierte er militärische Einheiten auf allen Ebenen bis zum Divisionskommandeur.
Anfang der 1950er Jahre war er im Koreakrieg eingesetzt und im Jahr 1954 war er an der Gründung der Südkoreanischen Militärakademie beteiligt. Nach zwischenzeitlichen anderen Verwendungen war er in den Jahren 1965 bis 1967 Stabsoffizier bei den Joint Chiefs of Staff. Anschließend nahm er bis 1968 als Stabsoffizier im Military Assistance Command, Vietnam am Vietnamkrieg teil. Zwei Jahre später kehrte er nach Vietnam zurück, wo er bis 1972 in der Stabsabteilung J3 (Operationen) des dortigen amerikanischen Hauptquartiers tätig war. In Südvietnam war er an der Gründung des Vietnamese Defense Colleges beteiligt, ähnlich wie zuvor in Südkorea.
Weitere Versetzungen führten Heiser nach Deutschland. Zwischen März 1974 und August 1975 kommandierte er die 1. Panzerdivision in Ansbach. In Heidelberg war er Stabschef bei der United States Army Europe (USAREUR). Die gleiche Funktion übte er in Stuttgart bei EUCOM aus. Insgesamt war Heiser während seiner Laufbahn 16 Jahre in Europa, 3 Jahre in Südvietnam und 18 Monate in Südkorea stationiert. Am 1. Oktober 1978, nach dem Ende seiner Zeit in Stuttgart, ging er in den Ruhestand.
Nach seiner Pensionierung war Rolland Heiser Mitglied im Kuratorium des New College of Florida. 22 Jahre lang war er zudem Vorsitzender der New College Foundation. In den Jahren 2003 bis 2005 gehörte er dem Florida Board of Governors an, der für die staatlichen Universitäten dieses Bundesstaats verantwortlich ist. Heiser engagierte sich auch in gesellschaftlichen und sozialen Belangen der Stadt Sarasota, in der er seinen Lebensabend verbrachte. Zwischen 1980 und 2003 gehörte er unter anderem der lokalen Handelskammer an. Er starb am 16. Juni 2016 und wurde auf dem Sarasota National Cemetery beigesetzt.

## Orden und Auszeichnungen
Rolland Heiser erhielt im Lauf seiner militärischen Laufbahn unter anderem folgende Auszeichnungen:
- Army Distinguished Service Medal
- Defense Superior Service Medal
- Legion of Merit